# Prakšice
Prakšice (en allemand : Prakschitz) est une commune du district d'Uherské Hradiště, dans la région de Zlín, en République tchèque. Sa population s'élevait à 1 036 habitants en 2020.

## Géographie
Prakšice se trouve à 11 km à l'est d'Uherské Hradiště, à 18 km au sud-sud-ouest de Zlín, à 77 km à l'est-sud-est de Brno et à 257 km au sud-est de Prague.
La commune est limitée par Nedachlebice, Částkov et Pašovice au nord, par Uherský Brod à l'est et au sud, et par Drslavice à l'ouest et au nord-ouest.

## Histoire
La première mention écrite du village date de 1131.